# Lavoine
Lavoine é uma comuna francesa na região administrativa de Auvérnia-Ródano-Alpes, no departamento Allier. Estende-se por uma área de 18,17 km². Em 2010 a comuna tinha 149 habitantes (densidade: 8,2 hab./km²).